# Ley de Prácticas Desleales
La Ley de Prácticas Desleales fue uno de los dos actos presentado por el Gobierno a raíz de la lapidación del Rey Jorge III en su manera de abrir el parlamento en 1795, siendo la otra la Ley de Reuniones Sediciosas de 1795. La Ley estipula que cualquier persona debe demostrar que no ha traído incluso el rey, el desprecio a la constitución, ya que podría quedar preso durante 7 años.